# Arrowhead Springs (California)
Arrowhead Springs es un área no incorporada ubicada en el condado de San Bernardino en el estado estadounidense de California.

## Geografía
Arrowhead Springs se encuentra ubicada en las coordenadas 34°11′12″N 117°15′42″O / 34.18667, -117.26167.